# Campionati mondiali di ginnastica ritmica sportiva 1995
I XIX Campionati mondiali di ginnastica ritmica sportiva si sono svolti a Vienna, in Austria, dal 20 al 24 settembre 1995.

## Risultati
| Evento                          | Oro                                                                                              | Argento                                                                                   | Bronzo                                                                    |
| Individuale (clavette)          | Marija Petrova Bulgaria / Amina Zaripova Russia 9,950                                            | --                                                                                        | Kateryna Serebrjans'ka Ucraina / Olena Vitryčenko Ucraina 9,925           |
| Individuale (palla)             | Jana Farchadovna Batyršina Russia / Amina Zaripova Russia / Kateryna Serebrjans'ka Ucraina 9,950 | --                                                                                        | --                                                                        |
| Individuale (fune)              | Larysa Luk'janenka Bielorussia 9,950                                                             | Marija Petrova Bulgaria / Kateryna Serebrjans'ka Ucraina / Olena Vitryčenko Ucraina 9,925 | --                                                                        |
| Individuale (nastro)            | Olena Vitryčenko Ucraina 9,950                                                                   | Larysa Luk'janenka Bielorussia/ Amina Zaripova Russia 9,925                               | --                                                                        |
| Individuale (concorso completo) | Marija Petrova Bulgaria / Kateryna Serebrjans'ka Ucraina 39,800                                  | --                                                                                        | Larysa Luk'janenka Bielorussia / Jana Farchadovna Batyršina Russia 39,700 |
| Gruppo (5 cerchi)               | Bulgaria 19,825                                                                                  | Spagna 19,800                                                                             | Bielorussia 19,600                                                        |
| Gruppo (3 palle, 2 nastri)      | Spagna 19,800                                                                                    | Bulgaria 19,775                                                                           | Russia 19,650                                                             |
| Gruppo (concorso completo)      | Bulgaria 39,575                                                                                  | Spagna 39,400                                                                             | Bielorussia 39,075                                                        |
| Concorso a squadre              | Russia 78,100                                                                                    | Bulgaria 77,600                                                                           | Ucraina 77,450                                                            |

## Medagliere
| Pos. | Nazione     | Oro | Argento | Bronzo | Totale |
| 1    | Bulgaria    | 4   | 3       | 0      | 7      |
| 2    | Russia      | 4   | 1       | 2      | 7      |
| 3    | Ucraina     | 3   | 2       | 3      | 8      |
| 4    | Spagna      | 1   | 2       | 0      | 3      |
| 5    | Bielorussia | 1   | 1       | 3      | 5      |